# Macedónia do Norte no Festival Eurovisão da Canção
A Macedónia do Norte participou 21 vezes no Festival Eurovisão da Canção desde a sua estreia em 1996. O país tentou participar em 1996, mas não se conseguiu qualificar. A sua melhor posição até agora foi um 7º lugar no Festival Eurovisão da Canção 2019, tendo vencido o voto do júri.
Antes de declarar a independência em 1991, a República Socialista da Macedónia participava na pré-seleção jugoslava como país constituinte da República Socialista Federativa da Jugoslávia, tendo havido compositores macedónios a escreverem canções para candidatos de outras partes da Jugoslávia. No entanto, a Macedónia foi o único estado federal a nunca representar a Jugoslávia no Festival Eurovisão da Canção, chegando perto quando Maja Odžaklievska venceu a competição jugoslava em 1980, mas não se apresentou no Festival Eurovisão da Canção desse ano, devido à decisão jugoslava de não participar naquele ano.
Como Antiga República Jugoslava da Macedónia, o país apresentou tentou participar, pela primeira vez, em 1996 com "Samo ti", de Kaliopi, mas não se conseguiu qualificar na pré-seleção sem transmissão. O país oficializou a sua estreia em 1998, com "Ne zori, zoro"  de Vlado Janevski.

## Galeria

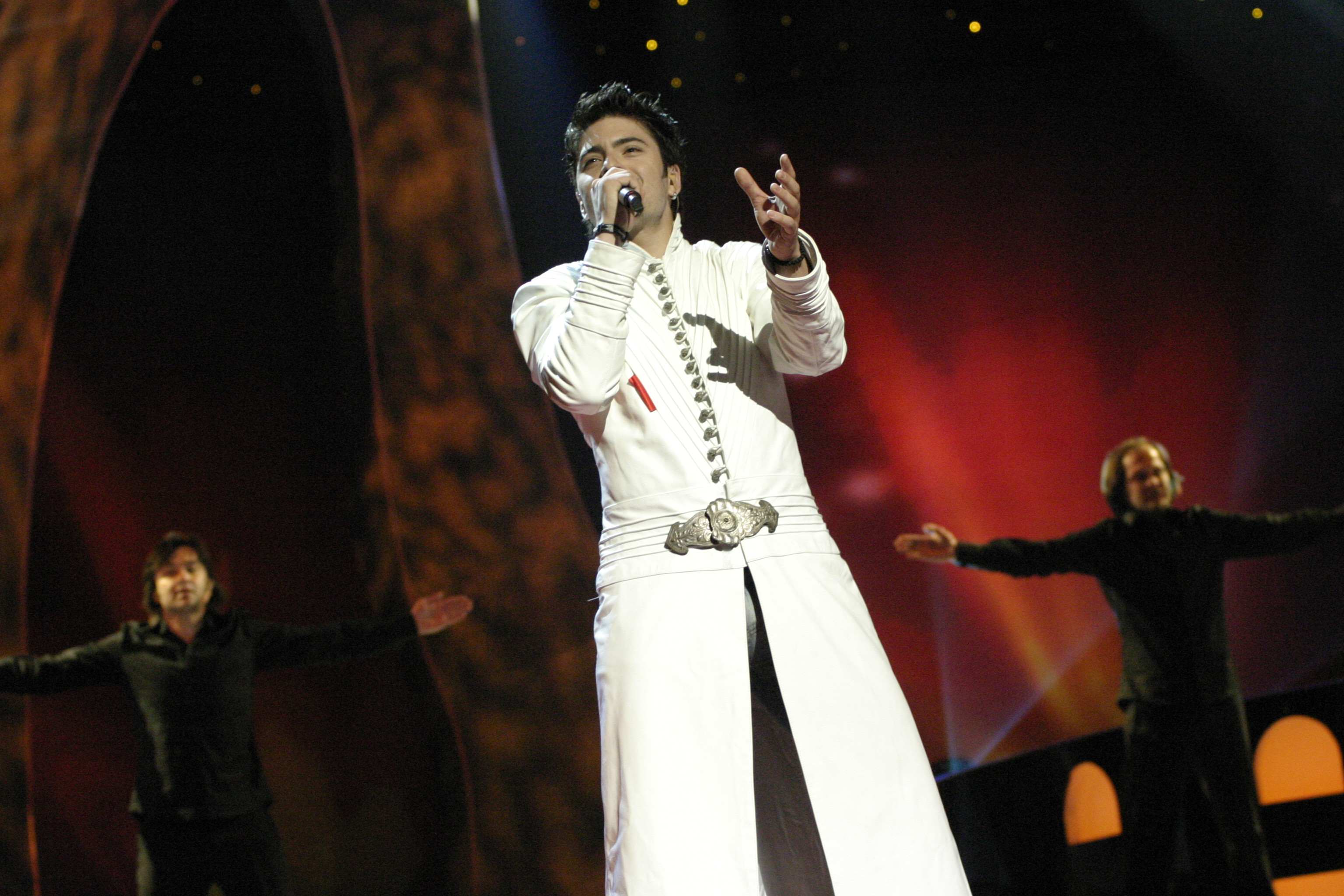
Toše Proeski em Istambul (2004)
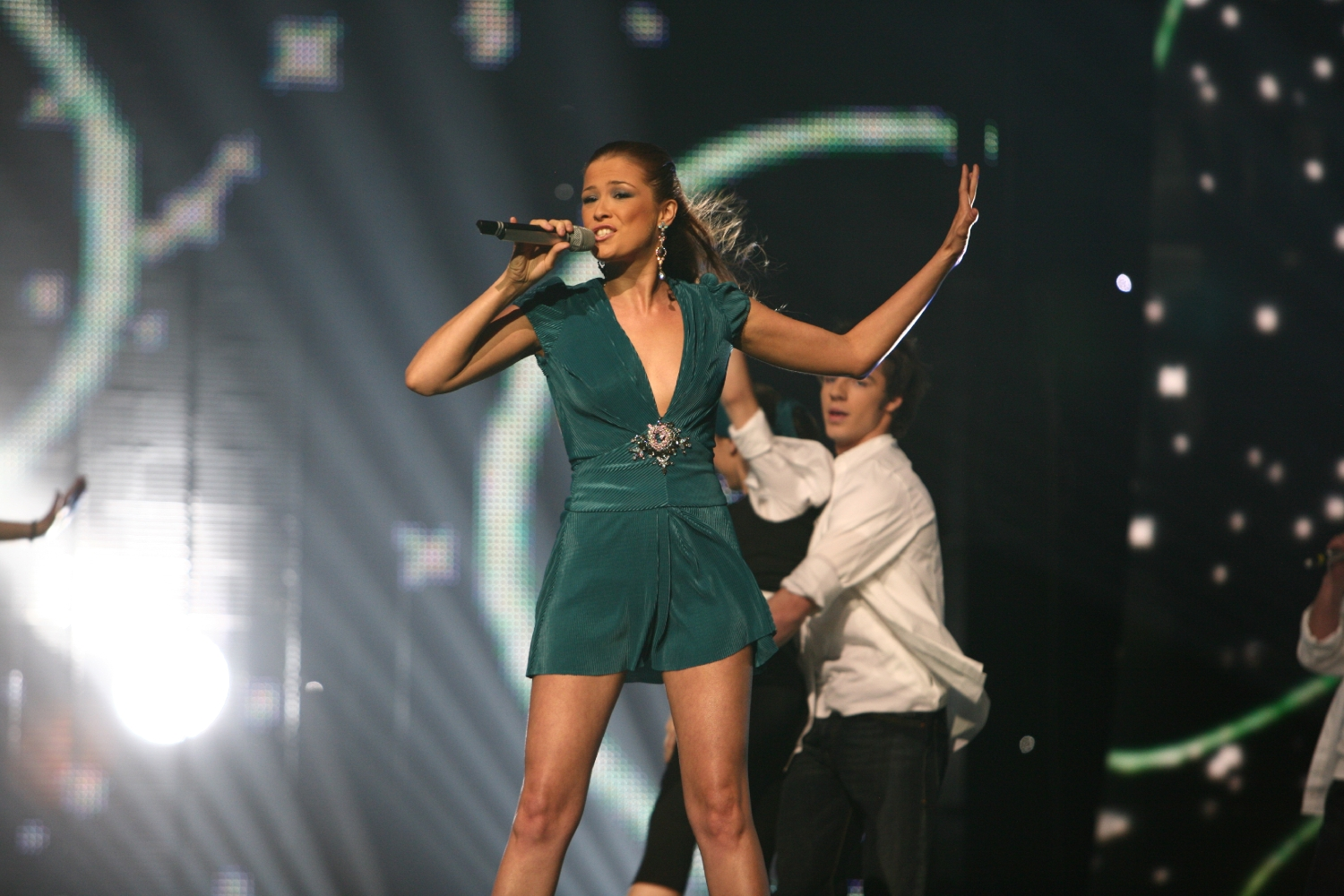
Karolina Gočeva em Helsínquia (2007)
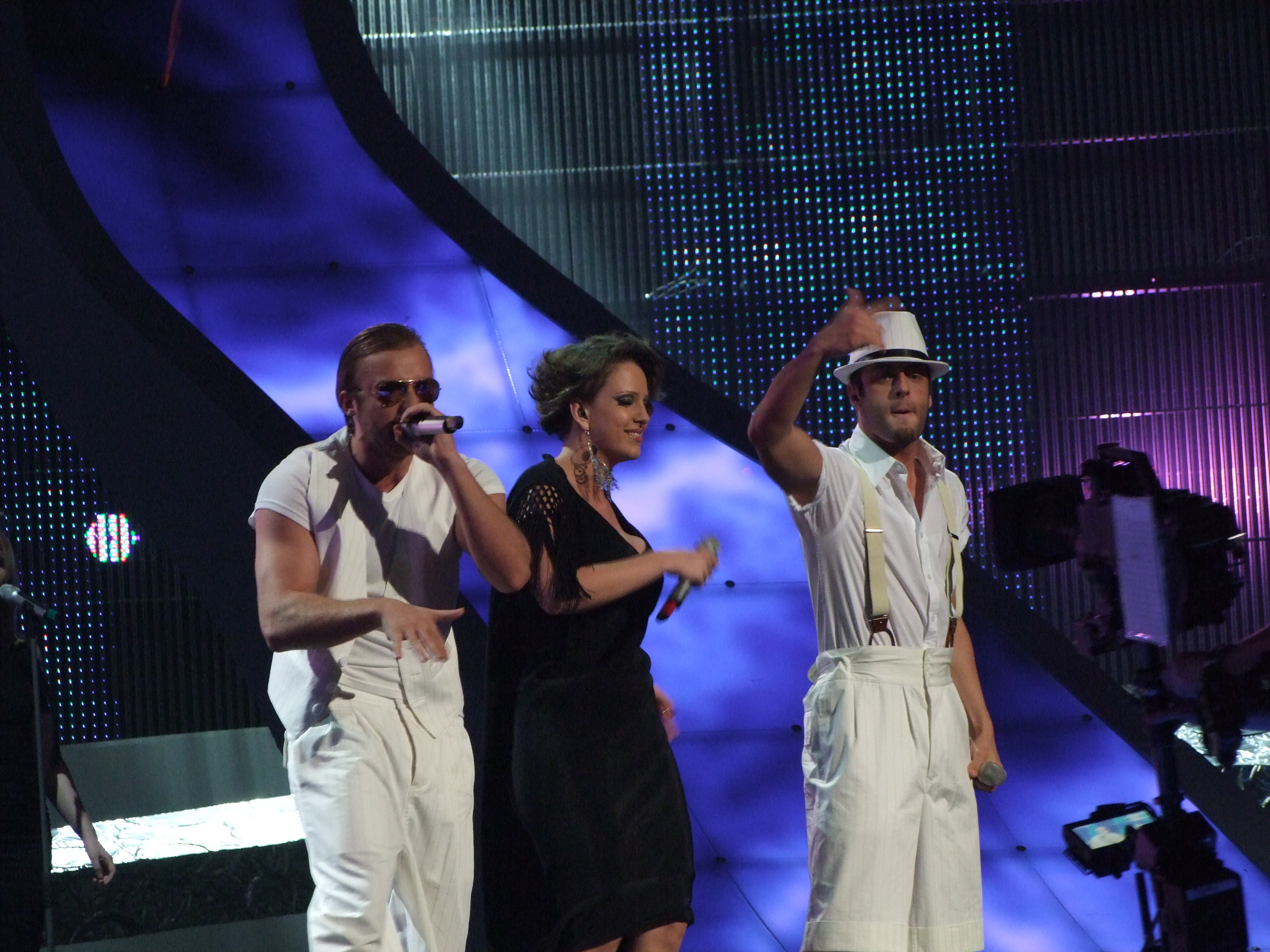
Tamara, Vrčak e Adrian em Belgrado (2008)
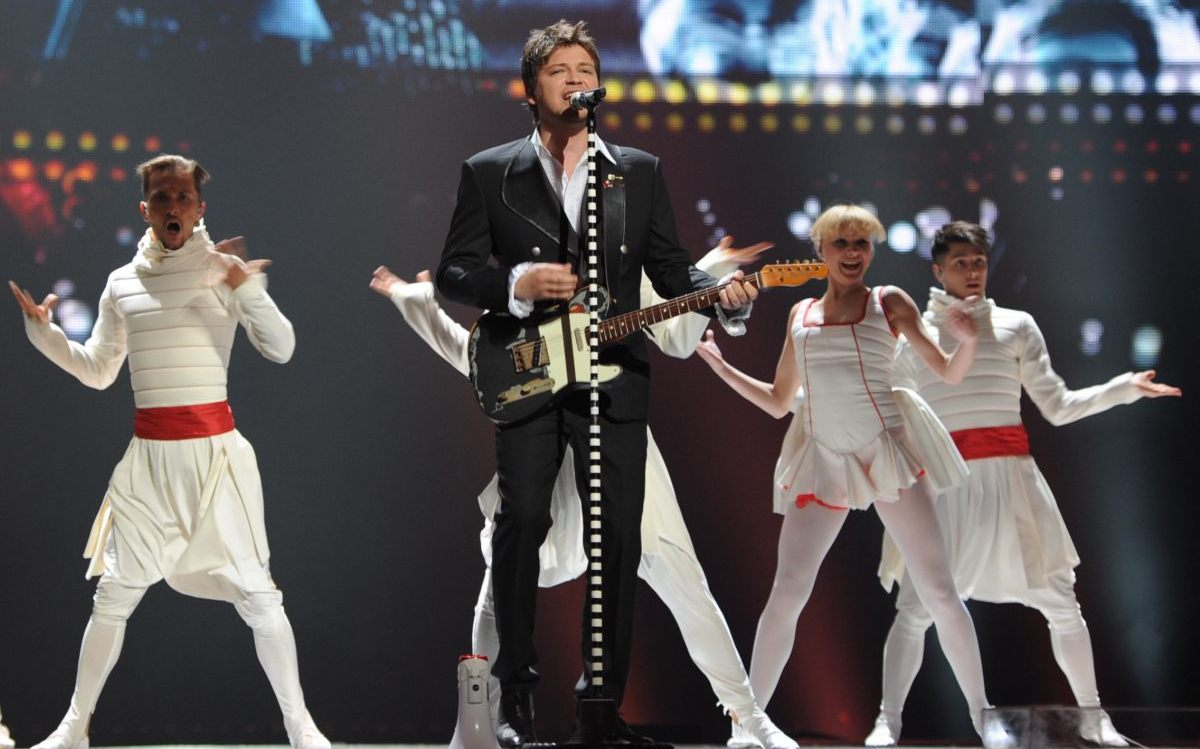
Vlatko Ilievski em Düsseldorf (2011)
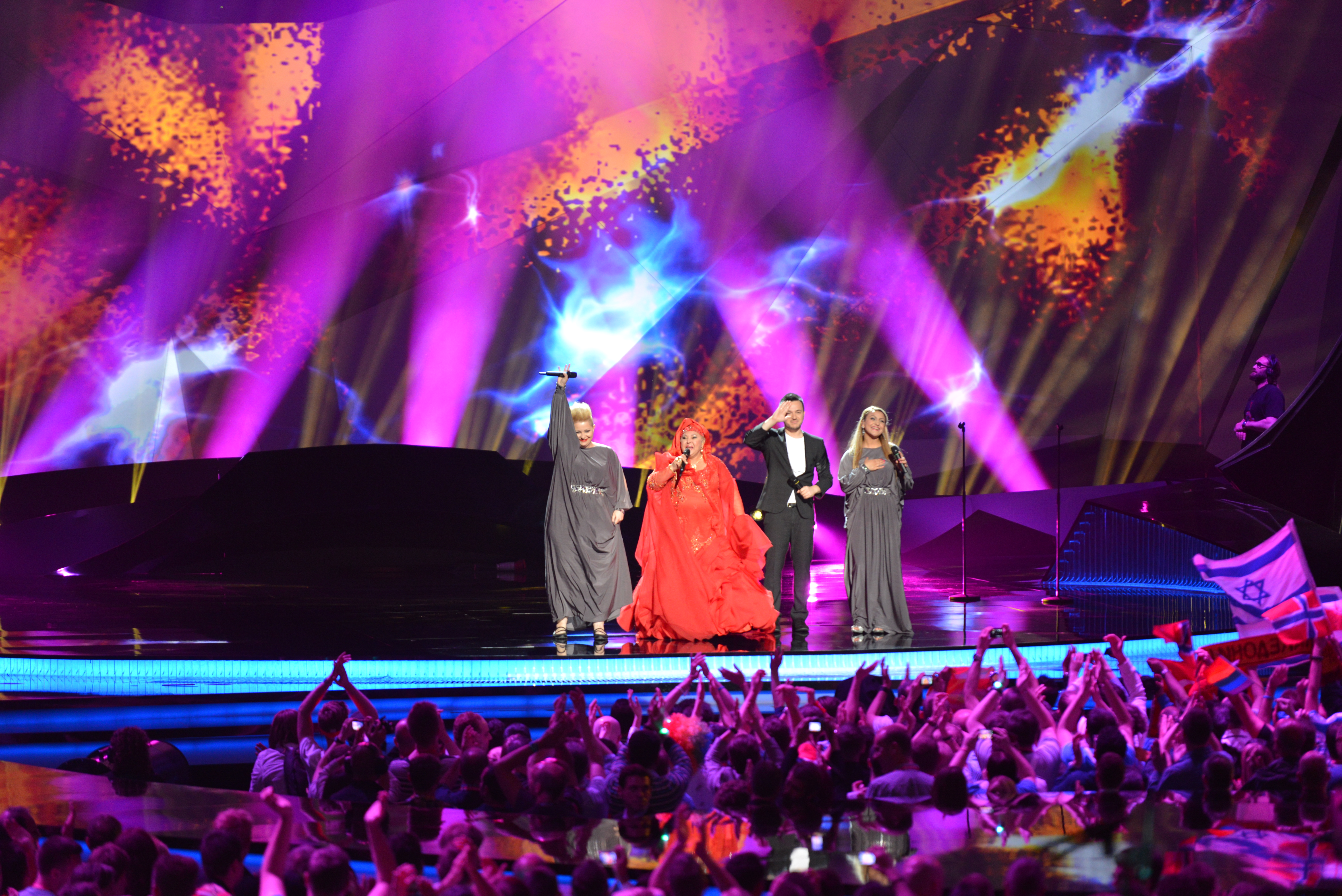
Vlatko Lozanoski e Esma Redzepova em Malmö (2013)
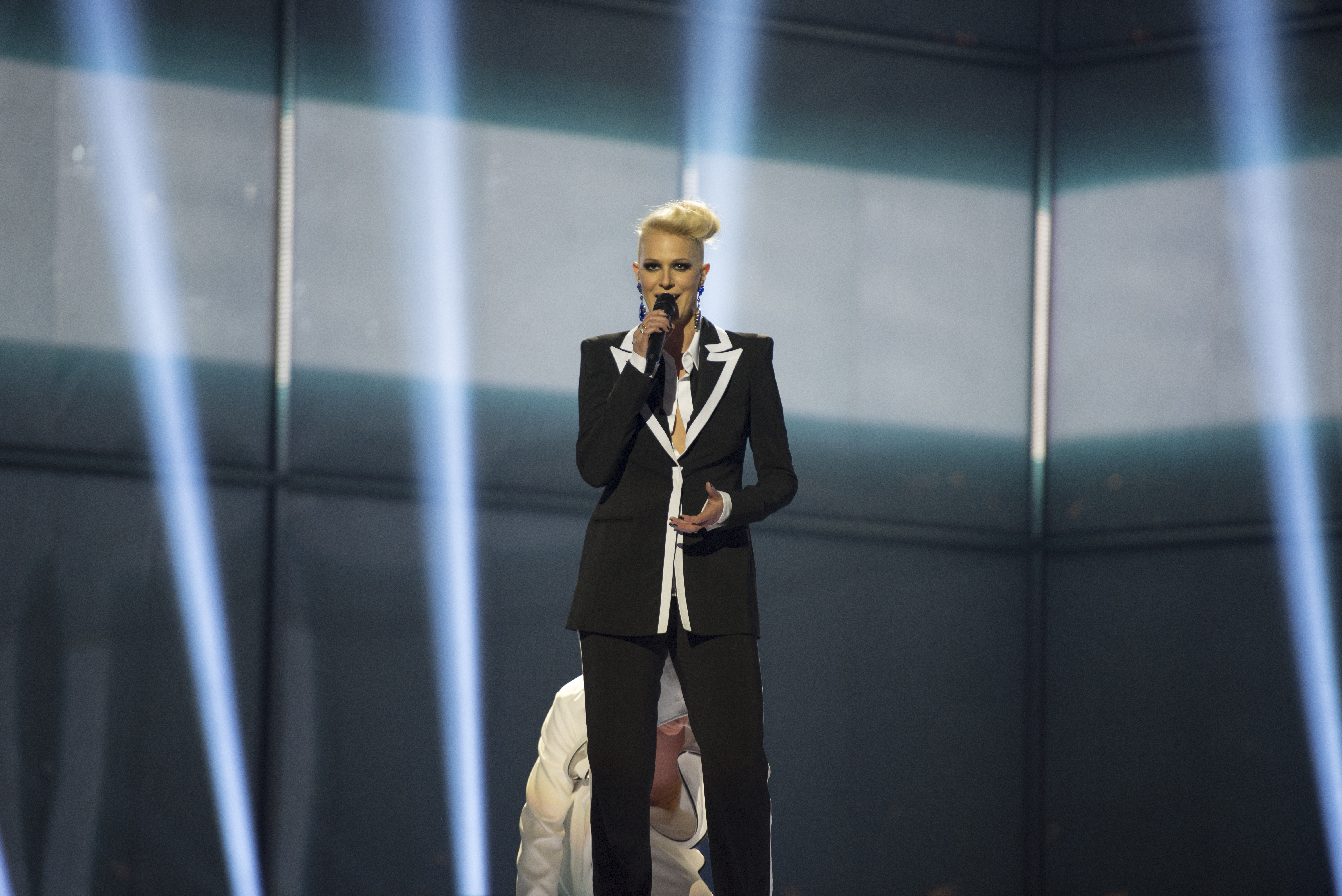
Tijana Dapčević em Copenhaga (2014)
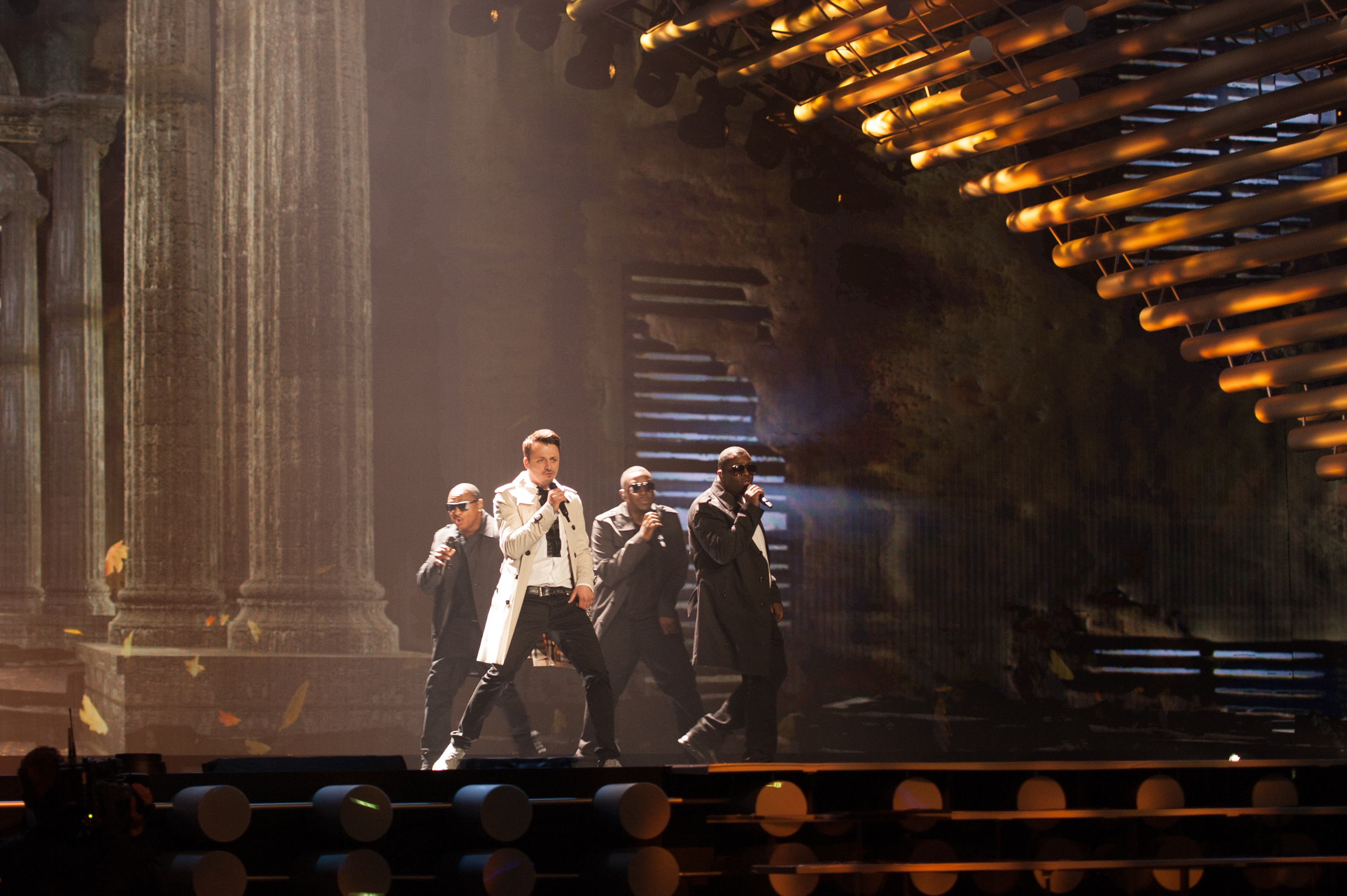
Daniel Kajmakoski em Viena (2015)
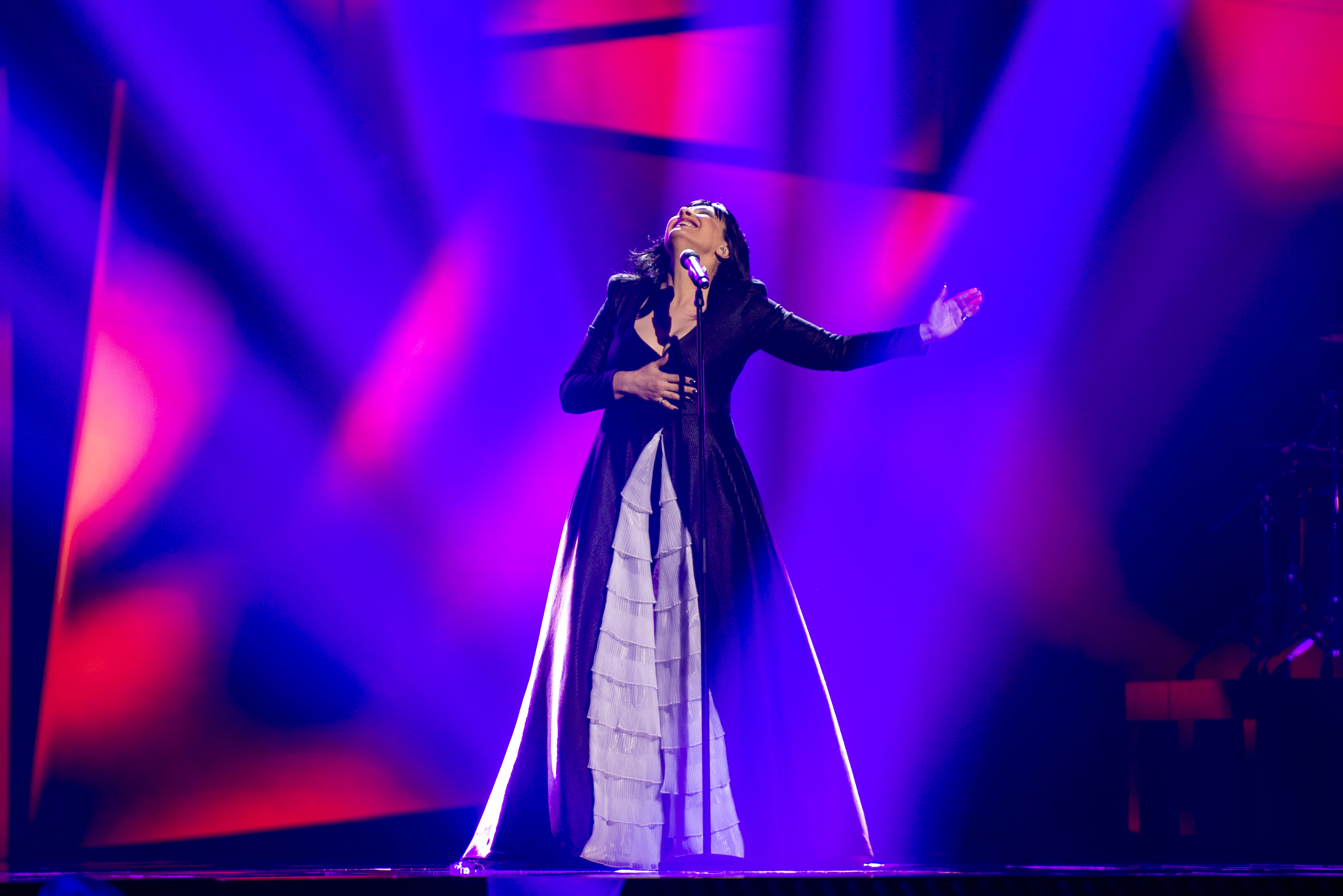
Kaliopi em Estocolmo (2016)
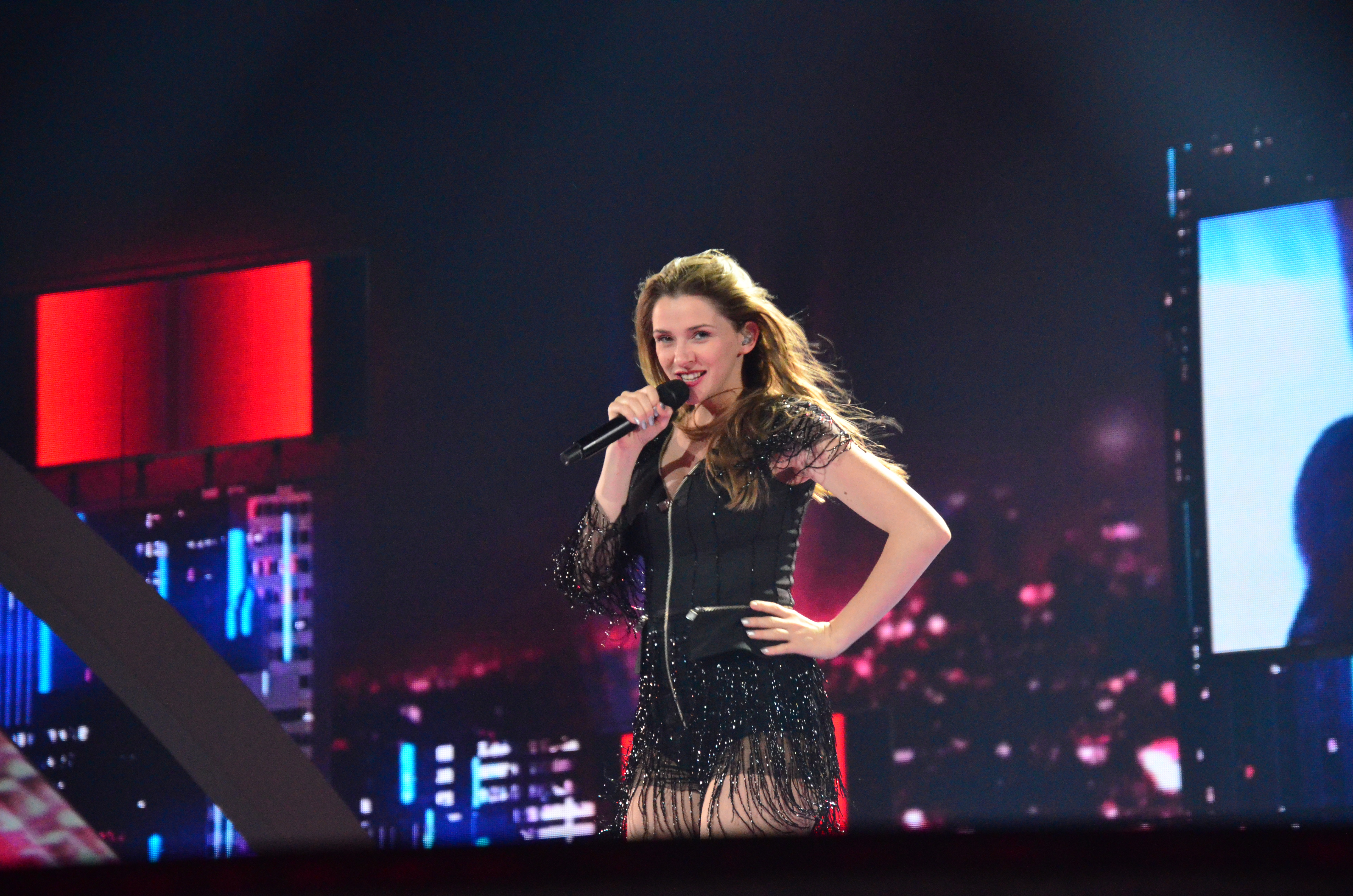
Jana Burčeska em Kiev (2017)
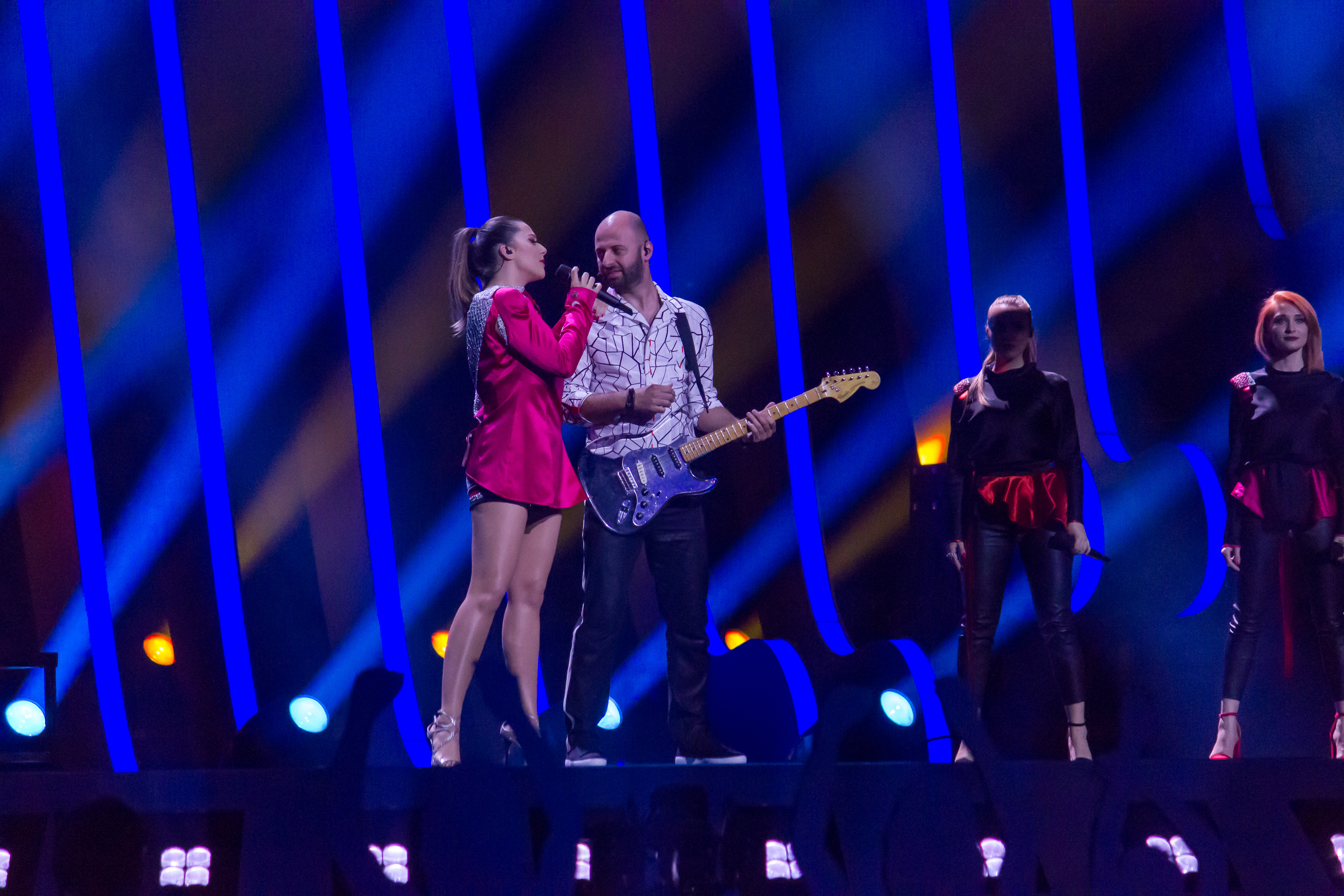
Eye Cue em Lisboa (2018)
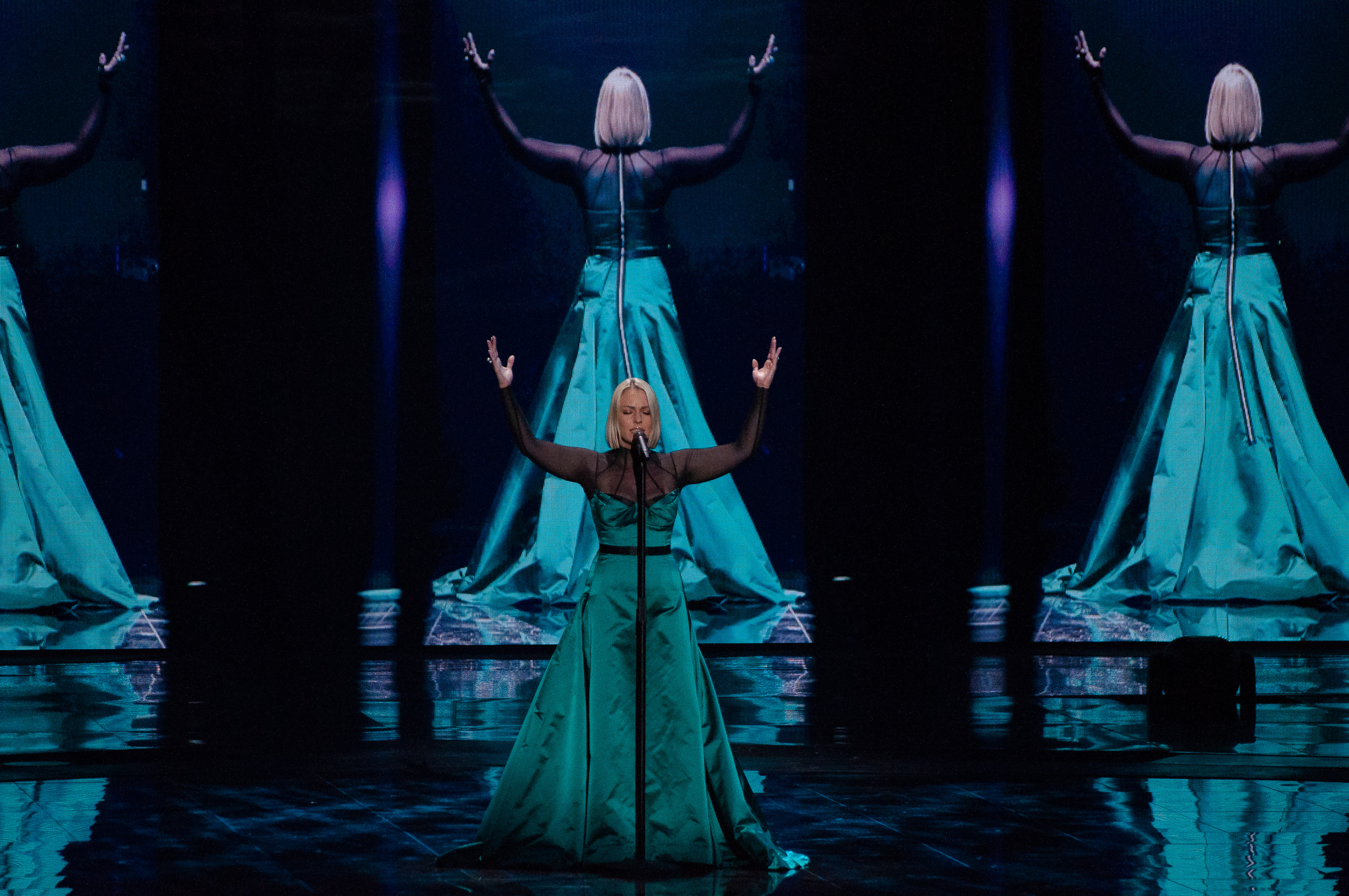
Tamara Todevska em Tel Aviv (2019)
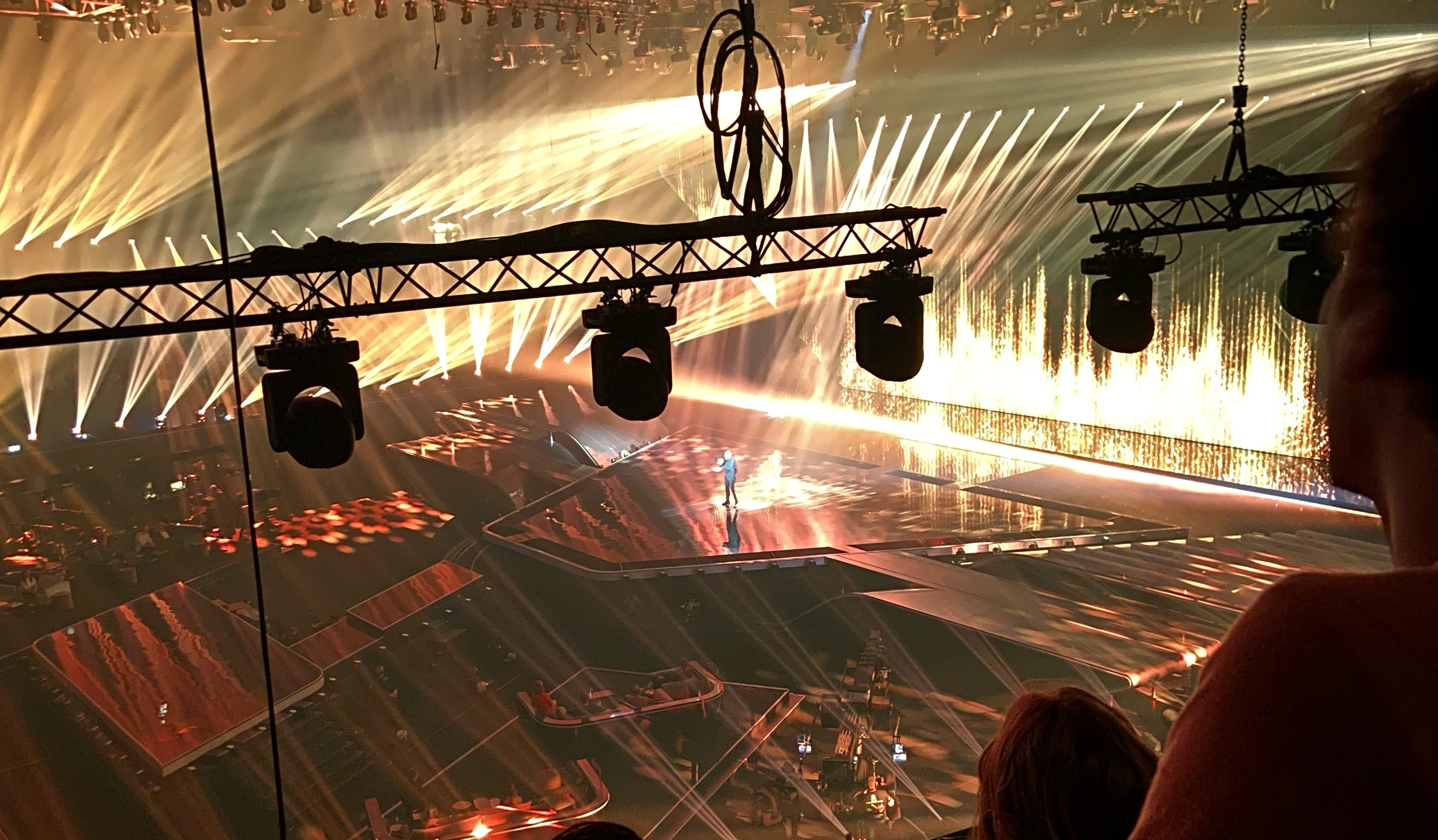
Vasil Garvanliev em Roterdão (2021)

## Participações
Legenda
     Vencedor
     2.º lugar
     3.º lugar
     Pontuação Nula ("Null Points")/Último Lugar
     Melhor classificação (fora do top 3)
     Qualificação para a final (fora do top 3)
     País-anfitrião
     Desclassificado
| #   | Ano             | Artista                            | Canção                                                            | Língua                    | Final                    | Pontos                   | Semi                     | Pontos                   |
| --- | --------------- | ---------------------------------- | ----------------------------------------------------------------- | ------------------------- | ------------------------ | ------------------------ | ------------------------ | ------------------------ |
|     | Oslo 1996       | Kaliopi                            | "Samo ti" (Само ти) Só Tu                                         | Macedónio                 | Não se qualificou        | Não se qualificou        | 26º                      | 14                       |
|     | Dublin 1997     | Não participou                     | Não participou                                                    | Não participou            | Não participou           | Não participou           | Sem semi-finais          | Sem semi-finais          |
| 1º  | Birmingham 1998 | Vlado Janevski                     | "Ne zori, zoro" (Не зори, зоро) Não amanheças, amanhecer          | Macedónio                 | 19º                      | 16                       | Sem semi-finais          | Sem semi-finais          |
|     | Jerusalém 1999  | Não participou                     | Não participou                                                    | Não participou            | Não participou           | Não participou           | Sem semi-finais          | Sem semi-finais          |
| 2º  | Estocolmo 2000  | XXL                                | "100% te ljubam" (100% те љубам) Eu amo-te a 100%                 | Macedónio & Inglês        | 15º                      | 29                       | Sem semi-finais          | Sem semi-finais          |
|     | Copenhaga 2001  | Não participou                     | Não participou                                                    | Não participou            | Não participou           | Não participou           | Sem semi-finais          | Sem semi-finais          |
| 3º  | Tallinn 2002    | Karolina Gočeva                    | "Od nas zavisi" (Од нас зависи) Depende de nós                    | Macedónio                 | 19º                      | 25                       | Sem semi-finais          | Sem semi-finais          |
|     | Riga 2003       | Não participou                     | Não participou                                                    | Não participou            | Não participou           | Não participou           | Sem semi-finais          | Sem semi-finais          |
| 4º  | Istambul 2004   | Toše Proeski                       | "Life" Vida                                                       | Inglês                    | 14º                      | 44                       | 10º                      | 71                       |
| 5º  | Kiev 2005       | Martin Vučić                       | "Make My Day" Fazer o Meu Dia                                     | Inglês                    | 17º                      | 52                       | 9º                       | 97                       |
| 6º  | Atenas 2006     | Elena Risteska                     | "Ninanajna" (Нинанајна)                                           | Inglês & Macedónio        | 12º                      | 56                       | 10º                      | 76                       |
| 7º  | Helsínquia 2007 | Karolina Gočeva                    | "Mojot svet" (Мојот свет) O meu mundo                             | Macedónio & Inglês        | 14º                      | 73                       | 9º                       | 97                       |
| 8º  | Belgrado 2008   | Tamara, Vrčak & Adrian             | "Let Me Love You" Deixa-me Amar-te                                | Inglês                    | Não se qualificou        | Não se qualificou        | 10º                      | 64                       |
| 9º  | Moscovo 2009    | Next Time                          | "Nešto što kje ostane" (Нешто што ќе остане) Algo que permanecerá | Macedónio                 | Não se qualificou        | Não se qualificou        | 10º                      | 45                       |
| 10º | Oslo 2010       | Gjoko Taneski, Billy Zver & Pejčin | "Jas ja imam silata" (Јас ја имам силата) Eu tenho a força        | Macedónio                 | Não se qualificou        | Não se qualificou        | 15º                      | 37                       |
| 11º | Düsseldorf 2011 | Vlatko Ilievski                    | "Rusinka" (Русинкa) Rapariga Russa                                | Macedónio, Inglês & Russo | Não se qualificou        | Não se qualificou        | 16º                      | 36                       |
| 12º | Baku 2012       | Kaliopi                            | "Crno i belo" (Црно и бело) Preto e Branco                        | Macedónio                 | 13º                      | 71                       | 9º                       | 53                       |
| 13º | Malmö 2013      | Vlatko Lozanoski & Esma Redzepova  | "Pred da se razdeni" (Пред да се раздени) Antes do amanhecer      | Macedónio & Romani        | Não se qualificou        | Não se qualificou        | 16º                      | 28                       |
| 14º | Copenhaga 2014  | Tijana Dapčević                    | "To the Sky" Para O Céu                                           | Inglês                    | Não se qualificou        | Não se qualificou        | 13º                      | 33                       |
| 15º | Viena 2015      | Daniel Kajmakoski                  | "Autumn Leaves" Folhas de Outono                                  | Inglês                    | Não se qualificou        | Não se qualificou        | 15º                      | 28                       |
| 16º | Estocolmo 2016  | Kaliopi                            | "Dona" (Дона) Mulher                                              | Macedónio                 | Não se qualificou        | Não se qualificou        | 11º                      | 88                       |
| 17º | Kiev 2017       | Jana Burčeska                      | "Dance Alone" Dançar sozinha                                      | Inglês                    | Não se qualificou        | Não se qualificou        | 15º                      | 69                       |
| 18º | Lisboa 2018     | Eye Cue                            | "Lost and Found" Perdidos e Achados                               | Inglês                    | Não se qualificou        | Não se qualificou        | 18º                      | 24                       |
| 19º | Tel Aviv 2019   | Tamara Todevska                    | "Proud" Orgulho                                                   | Inglês                    | 7º                       | 305                      | 2º                       | 239                      |
|     | Roterdão 2020   | Vasil                              | "You" Tu                                                          | Inglês                    | A edição não se realizou | A edição não se realizou | A edição não se realizou | A edição não se realizou |
| 20º | Roterdão 2021   | Vasil                              | "Here I Stand" Aqui Estou Eu                                      | Inglês                    | Não se qualificou        | Não se qualificou        | 15º                      | 23                       |
| 21º | Turim 2022      | Andrea Koevska                     | "Circles" Círculos                                                | Inglês                    | Não se qualificou        | Não se qualificou        | 11º                      | 79                       |

| Ano             | Artista                            | Canção                 | Final             | Final             | Final             | Final             | Final             | Final             | Semi            | Semi            | Semi            | Semi            | Semi | Semi   |
| Ano             | Artista                            | Canção                 | Tlv.              | Pontos            | Júri              | Pontos            | Cl.               | Pontos            | Tlv.            | Pontos          | Júri            | Pontos          | Cl.  | Pontos |
| --------------- | ---------------------------------- | ---------------------- | ----------------- | ----------------- | ----------------- | ----------------- | ----------------- | ----------------- | --------------- | --------------- | --------------- | --------------- | ---- | ------ |
| Moscovo 2009    | Next Time                          | "Nešto što kje ostane" | Não se qualificou | Não se qualificou | Não se qualificou | Não se qualificou | Não se qualificou | Não se qualificou | Apenas televoto | Apenas televoto | Apenas televoto | Apenas televoto | 10º  | 45     |
| Oslo 2010       | Gjoko Taneski, Billy Zver & Pejčin | "Jas ja imam silata"   | Não se qualificou | Não se qualificou | Não se qualificou | Não se qualificou | Não se qualificou | Não se qualificou | 15º             | 30              | 10º             | 62              | 15º  | 37     |
| Düsseldorf 2011 | Vlatko Ilievski                    | "Rusinka"              | Não se qualificou | Não se qualificou | Não se qualificou | Não se qualificou | Não se qualificou | Não se qualificou | 17º             | 33              | 14º             | 47              | 16º  | 36     |
| Baku 2012       | Kaliopi                            | "Crno i belo"          | 11º               | 79                | 17º               | 69                | 13º               | 71                | 8º              | 63              | 9º              | 58              | 9º   | 53     |
| Malmö 2013      | Vlatko Lozanoski & Esma Redzepova  | "Pred da se razdeni"   | Não se qualificou | Não se qualificou | Não se qualificou | Não se qualificou | Não se qualificou | Não se qualificou | 16º             | 12.22           | 14º             | 9.75            | 16º  | 28     |
| Copenhaga 2014  | Tijana Dapčević                    | "To the Sky"           | Não se qualificou | Não se qualificou | Não se qualificou | Não se qualificou | Não se qualificou | Não se qualificou | 13º             | 28              | 7º              | 70              | 13º  | 33     |
| Viena 2015      | Daniel Kajmakoski                  | "Autumn Leaves"        | Não se qualificou | Não se qualificou | Não se qualificou | Não se qualificou | Não se qualificou | Não se qualificou | 16º             | 22              | 15º             | 42              | 15º  | 28     |
| Estocolmo 2016  | Kaliopi                            | "Dona"                 | Não se qualificou | Não se qualificou | Não se qualificou | Não se qualificou | Não se qualificou | Não se qualificou | 8º              | 54              | 11º             | 34              | 11º  | 88     |
| Kiev 2017       | Jana Burčeska                      | "Dance Alone"          | Não se qualificou | Não se qualificou | Não se qualificou | Não se qualificou | Não se qualificou | Não se qualificou | 13º             | 40              | 14º             | 29              | 15º  | 69     |
| Lisboa 2018     | Eye Cue                            | "Lost and Found"       | Não se qualificou | Não se qualificou | Não se qualificou | Não se qualificou | Não se qualificou | Não se qualificou | 18º             | 6               | 18º             | 18              | 18º  | 24     |
| Tel Aviv 2019   | Tamara Todevska                    | "Proud"                | 1º                | 247               | 12º               | 58                | 7º                | 305               | 7º              | 84              | 1º              | 155             | 2º   | 239    |
| Roterdão 2021   | Vasil                              | "Here I Stand"         | Não se qualificou | Não se qualificou | Não se qualificou | Não se qualificou | Não se qualificou | Não se qualificou | 13º             | 11              | 16º             | 12              | 15º  | 23     |
| Turim 2022      | Andrea Koevska                     | "Circles"              | Não se qualificou | Não se qualificou | Não se qualificou | Não se qualificou | Não se qualificou | Não se qualificou | 16º             | 20              | 10º             | 56              | 11º  | 79     |

## Comentadores e porta-vozes
| Ano(s) | Televisão            | Televisão                    | Televisão       | Votação               | Votação          | Votação        | Votação                 | Ref.               |
| Ano(s) | Comentador(es)       | Comentador(es) secundários   | Em albanês      | Porta-voz             | Idioma utilizado | Cidade         | Plano de fundo          | Ref.               |
| ------ | -------------------- | ---------------------------- | --------------- | --------------------- | ---------------- | -------------- | ----------------------- | ------------------ |
| 1992   | Jon Ilija Apelgrin   | Sem comentadores secundários | Sem transmissão | Não participou        | Não participou   | Não participou | Não participou          |                    |
| 1993   | Antonio Dimitrievski | Ivan Mirčevski               | Sem transmissão | Não participou        | Não participou   | Não participou | Não participou          |                    |
| 1994   | Milanka Rašik        | Sem comentadores secundários | Sem transmissão | Não participou        | Não participou   | Não participou | Não participou          |                    |
| 1995   | Vlado Janevski       | Sem comentadores secundários | Sem transmissão | Não participou        | Não participou   | Não participou | Não participou          |                    |
| 1996   | Vlado Janevski       | Sem comentadores secundários | Sem transmissão | Não participou        | Não participou   | Não participou | Não participou          |                    |
| 1997   | Dragan Kostik        | Sem comentadores secundários | Sem transmissão | Não participou        | Não participou   | Não participou | Não participou          |                    |
| 1998   | Milanka Rašik        | Sem comentadores secundários | Sem transmissão | Evgenija Teodosievska | Inglês           | Escópia        | Ponte Gotse Delchev     |                    |
| 1999   | Ivan Mircevski       | Sem comentadores secundários | Sem transmissão | Não participou        | Não participou   | Não participou | Não participou          |                    |
| 2000   | Milanka Rašik        | Sem comentadores secundários | Sem transmissão | Sandra Todorovska     | Inglês           | Escópia        | Ponte de Pedra          |                    |
| 2001   | Milanka Rašik        | Sem comentadores secundários | Sem transmissão | Não participou        | Não participou   | Não participou | Não participou          |                    |
| 2002   | Milanka Rašik        | Sem comentadores secundários | Sem transmissão | Biljana Debarlieva    | Inglês           | Escópia        | Panorama da cidade      |                    |
| 2003   | Milanka Rašik        | Sem comentadores secundários | Sem transmissão | Não participou        | Não participou   | Não participou | Não participou          |                    |
| 2004   | Ivan Mircevski       | Sem comentadores secundários | Sem transmissão | Karolina Petkovska    | Inglês           | Escópia        | Panorama da cidade      |                    |
| 2005   | Ivan Mircevski       | Sem comentadores secundários | Sem transmissão | Karolina Gočeva       | Inglês           | Escópia        | Ponte Gotse Delchev     |                    |
| 2006   | Karolina Petkovska   | Sem comentadores secundários | Sem transmissão | Martin Vučić          | Inglês           | Escópia        | Ponte Gotse Delchev     | [ 5 ]              |
| 2007   | Milanka Rašik        | Sem comentadores secundários | Sem transmissão | Elena Risteska        | Inglês           | Escópia        | Ponte Gotse Delchev     |                    |
| 2008   | Milanka Rašik        | Sem comentadores secundários | Sem transmissão | Ognen Janeski         | Inglês           | Escópia        | Ponte Gotse Delchev     |                    |
| 2009   | Karolina Petkovska   | Aleksandra Jovanovska        | Sem transmissão | Frosina Josifovska    | Inglês           | Escópia        | Ponte Gotse Delchev     | [ 5 ]              |
| 2010   | Karolina Petkovska   | Sem comentadores secundários | Sem transmissão | Milica Roštikjl       | Inglês           | Escópia        | Ponte Gotse Delchev     | [ 5 ]              |
| 2011   | Eli Tanaskovska      | Sem comentadores secundários | Sem transmissão | Kristina Talevska     | Inglês           | Escópia        | Ponte Gotse Delchev     |                    |
| 2012   | Karolina Petkovska   | Sem comentadores secundários | Sem transmissão | Kristina Talevska     | Inglês           | Escópia        | Ponte Gotse Delchev     | [ 5 ] [ 6 ]        |
| 2013   | Karolina Petkovska   | Sem comentadores secundários | Sem transmissão | Dimitar Atanasovski   | Inglês           | Escópia        | Fortaleza de Escópia    | [ 5 ] [ 7 ]        |
| 2014   | Karolina Petkovska   | Sem comentadores secundários | Sem transmissão | Marko Mark            | Inglês           | Escópia        | Rio Vardar              | [ 5 ] [ 8 ]        |
| 2015   | Karolina Petkovska   | Sem comentadores secundários | Desconhecido    | Marko Mark            | Inglês           | Escópia        | Rio Vardar              | [ 5 ] [ 9 ] [ 10 ] |
| 2016   | Karolina Petkovska   | Sem comentadores secundários | Sem transmissão | Dijana Gogova         | Inglês           | Escópia        | Rio Vardar              | [ 5 ] [ 11 ]       |
| 2017   | Karolina Petkovska   | Sem comentadores secundários | Sem transmissão | Ilija Grujoski        | Inglês           | Escópia        | Rio Vardar              | [ 5 ] [ 12 ]       |
| 2018   | Karolina Petkovska   | Sem comentadores secundários | Sem transmissão | Jana Burčeska         | Inglês           | Escópia        | Museu da Luta Macedónia | [ 5 ] [ 13 ]       |
| 2019   | Toni Cifrovski       | Sem comentadores secundários | Sem transmissão | Nikola Trajkovski     | Inglês           | Escópia        | Rio Vardar              | [ 14 ] [ 15 ]      |
| 2021   | Eli Tanaskovska      | Sem comentadores secundários | Sem transmissão | Vane Markoski         | Inglês           | Escópia        | Museu da Luta Macedónia | [ 16 ] [ 16 ]      |
| 2022   |                      |                              |                 |                       |                  |                |                         |                    |

- Entre 1961 e 1991, a Macedónia participou como parte da Jugoslávia.

## Maestros
| Ano(s) | Maestro                        |
| ------ | ------------------------------ |
| 1996   | Não se qualificou para a final |
| 1997   | Não participou                 |
| 1998   | Aleksandar Džambazov           |

## Prémios

### Prémio Barbara Dex
| Ano  | Canção           | Artista(s)   | Resultado final | Pontos | Anfitrião | Ref.   |
| ---- | ---------------- | ------------ | --------------- | ------ | --------- | ------ |
| 2005 | "Make My Day"    | Martin Vučić | 17º             | 52     | Kiev      | [ 18 ] |
| 2018 | "Lost and Found" | Eye Cue      | 18º SF          | 24     | Lisboa    | [ 19 ] |